# Heilig-Geist-Kirche (Gliwice)

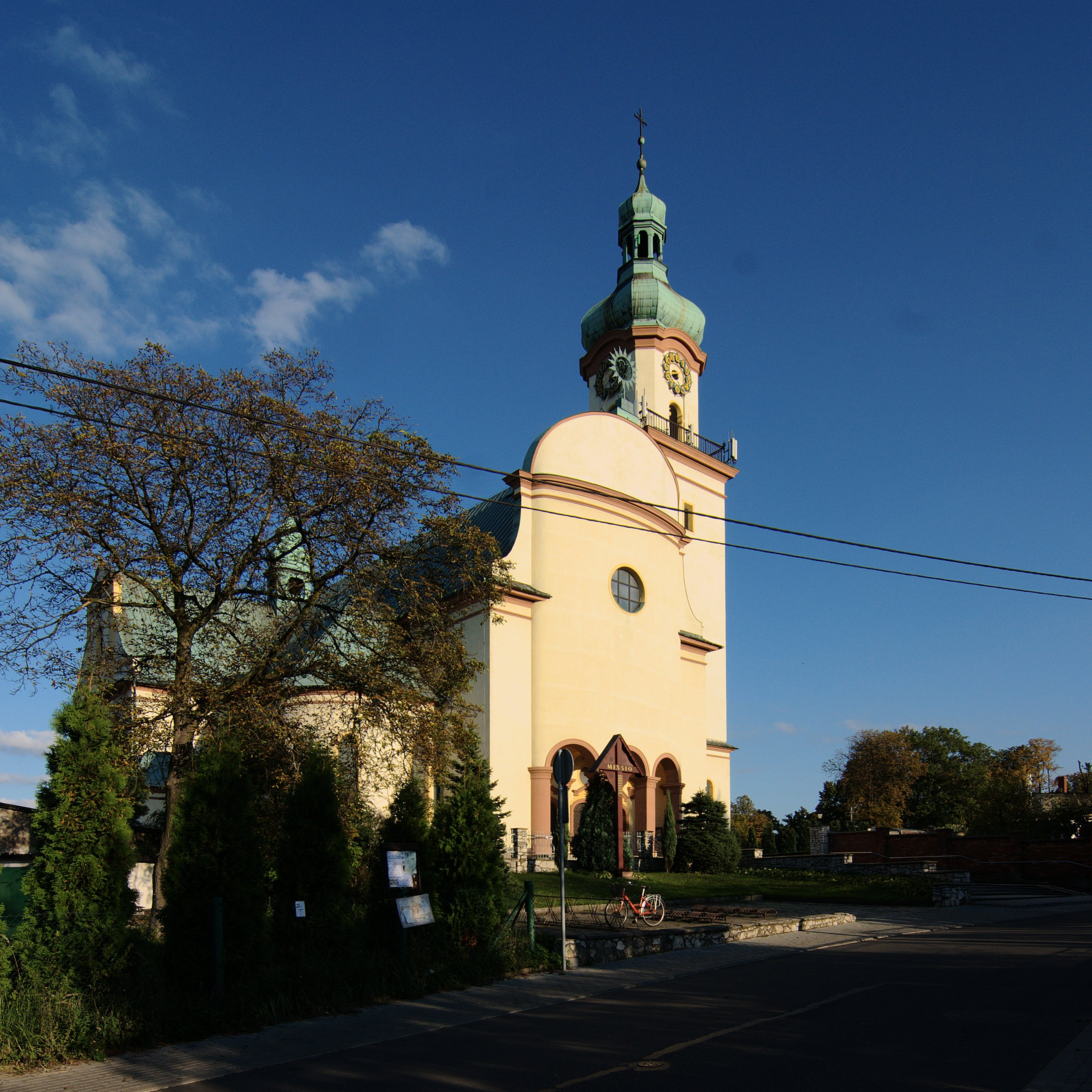
Hauptportal der Heilig-Geist-Kirche

Die Heilig-Geist-Kirche (polnisch Kościół Ducha Świętego) ist eine historistische römisch-katholische Pfarrkirche im Stadtteil Ostropa (Ostroppa) in Gliwice (Gleiwitz).

## Geschichte
Die neue neobarocke Pfarrkirche wurde von 1925 bis 1927 erbaut. Sie ersetzte die alte nebenstehende Schrotholzkirche von 1640. Am 25. September 1927 wurde die Kirche eingeweiht.
Ein Teil der Ausstattung stammt aus der alten Kirche.

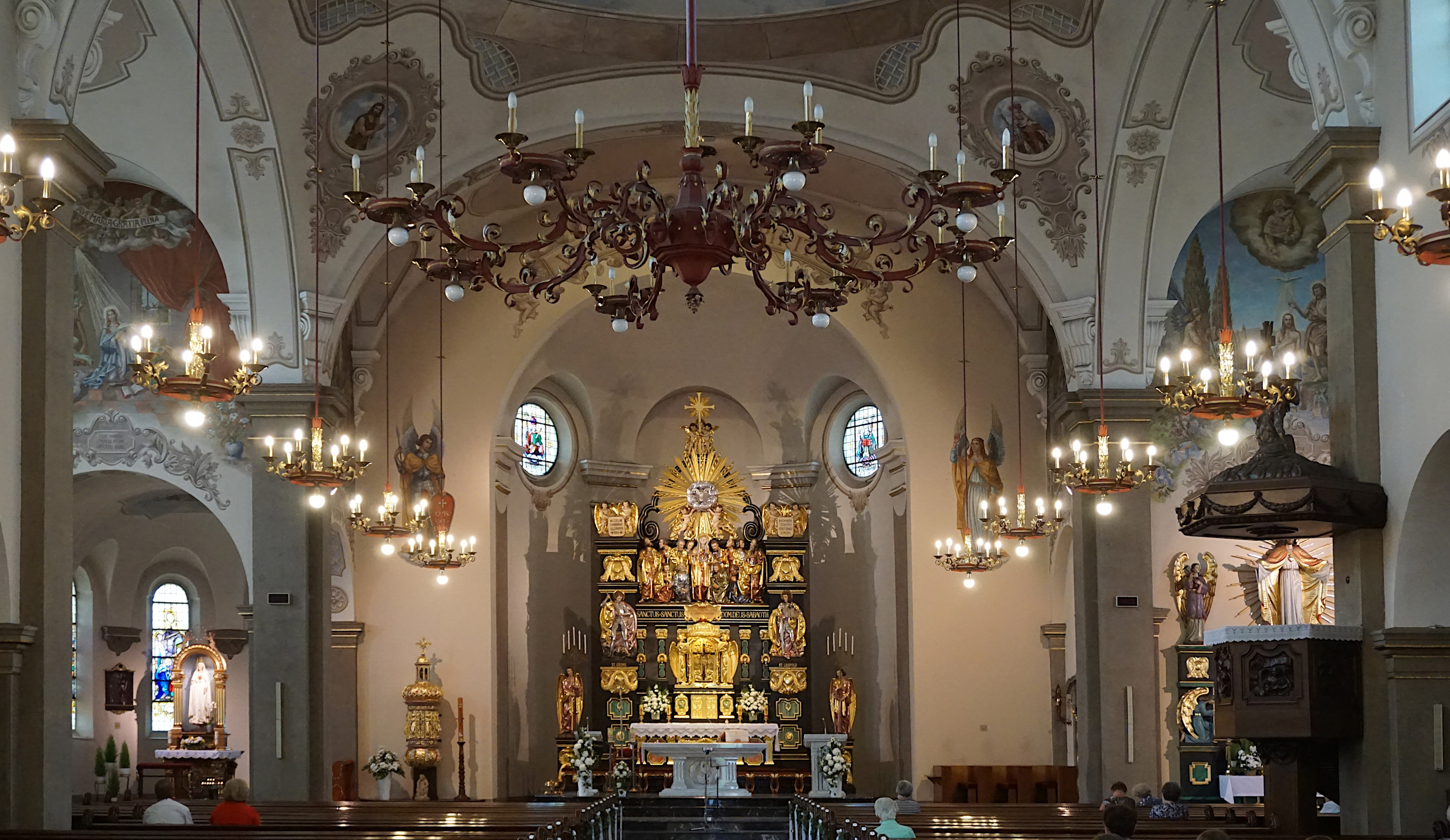
Innenraum der Kirche
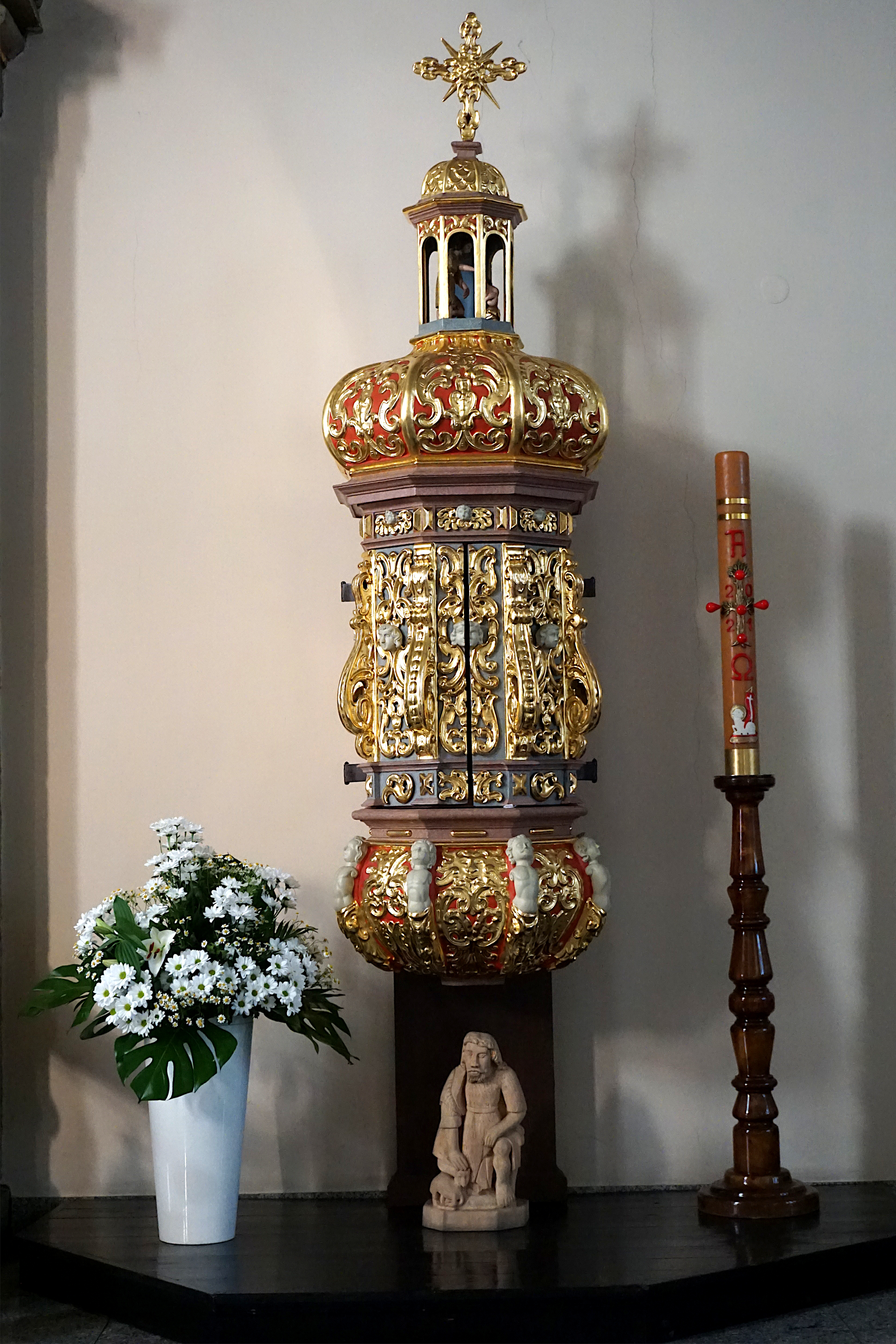
Taufbrunnen aus der alten Georgskirche
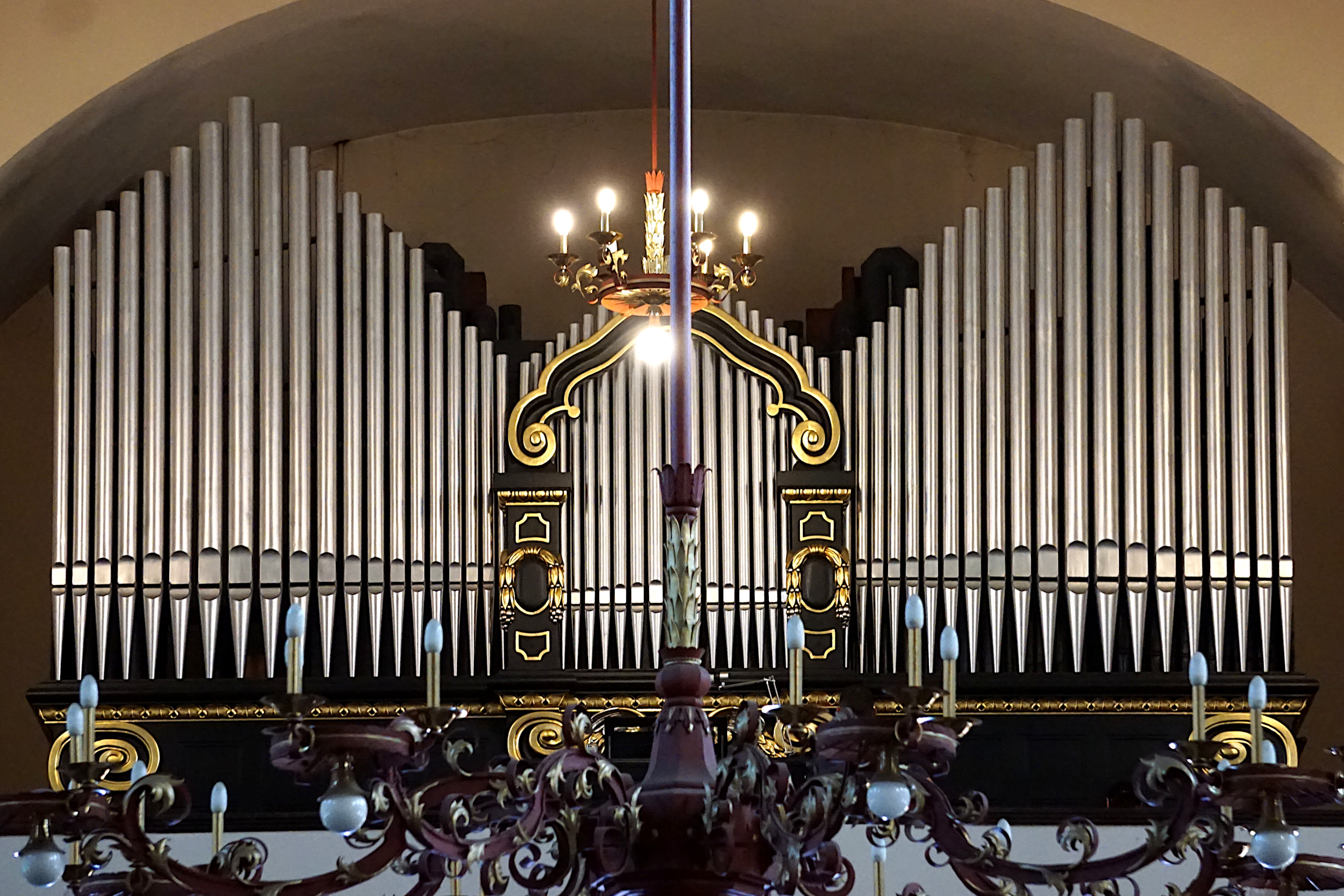
Orgel von Rieger